# Coca-Cola Vanilla
Кока-Кола Ваніль — це різновид Кока-Коли, відомий своїм виразним ванільним смаком. Напій був створений компанією The Coca-Cola Company і вперше представлений у травні 2002 року на ринку США.

## Історія
Кока-Кола Ваніль була вперше представлена в 2002 році в США. Спочатку продукт здобув популярність завдяки своєму унікальному ванільному смаку, однак через кілька років його продажі знизилися, і він був знятий з виробництва в деяких країнах. У 2007 році продукт знову з'явився на ринку в США, а також був доступний в інших країнах на сезонній основі.

## Географія поширення
Кока-Кола Ваніль була поширена в ряді країн, включаючи США, Канаду, Велику Британію та Австралію. У багатьох країнах цей напій випускається сезонно або як обмежена серія.

## Продукція
Кока-Кола Ваніль була частиною ширшої лінійки варіантів класичної Кока-Коли, серед яких також є Кока-Кола з вишнею та Кока-Кола з лимоном. Продукт з'являвся в різних упаковках, таких як пластикові пляшки і банки.